# Ghiacciaio Kehle
Il ghiacciaio Kehle è un ghiacciaio lungo circa 15 km situato nella regione meridionale della Terra di Oates, nell'Antartide orientale. Il ghiacciaio, il cui punto più alto si trova a circa 1200 m s.l.m., si trova sulla costa di Hillary e ha origine dal versante sud-occidentale della dorsale Worcester, da cui fluisce verso sud-ovest a partire dal versante meridionale del monte Speyer e scorrendo lungo il versante occidentale del monte Dawson-Lambton, fino a unire il proprio flusso a quello del ghiacciaio Mulock.

## Storia
Il ghiacciaio Kehle è stato mappato da membri dello United States Geological Survey (USGS) grazie a fotografie aeree scattate dalla marina militare statunitense (USN) nel periodo 1959-63, e nel 1964 è stato così battezzato dal Comitato consultivo dei nomi antartici in onore di Ralph Kehle, un glaciologo di stanza alla base Little America V nella stagione 1959-60.